# 特罗伊恩
特罗伊恩（德語：Treuen，發音：[ˈtʁɔʏən] ⓘ）是德国萨克森州福格特兰县的城市，面积43.74平方千米，2023年12月31日人口为7,679人。